# Muhammad-Ali Abdur-Rahkman
Muhammad-Ali Abdur-Rahkman (Allentown, Pensilvania, 1 de septiembre de 1994) es un baloncestista estadounidense que juega en el Treviso Basket de la Serie A de Italia. Con 1,93 metros de estatura, juega en la posición de base o escolta. 

## Trayectoria deportiva

### Universidad
Jugó cuatro temporadas con los Wolverines de la Universidad de Míchigan, en las que promedió 9,1 puntos, 2,8 rebotes y 2,0 asistencias por partido.
En su última temporada alcanzó la final del Torneo de la NCAA, en la que cayeron derrotados ante Villanova, en un partido en el que fue el máximo anotador de su equipo con 23 puntos, acabando su carrera como el jugador con más partidos disputados en la historia de los Wolverines, con 144.

### Profesional
Tras no ser elegido en el Draft de la NBA de 2018, el 4 de octubre firmó su primer contrato profesional con los Canton Charge de la G League. En su debut logró 7 puntos, 3 rebotes y 2 asistencias ante Wisconsin Herd.
El 7 de junio de 2021, firma por el Legia Varsovia de la Polska Liga Koszykówki, tras dos temporadas en el Spójnia Stargard del mismo país.
El 20 de julio de 2022 fichó por el Victoria Libertas Pesaro de la Lega Basket Serie A italiana.
El 28 de junio de 2023 fichó por el Darüşşafaka S.K. de la Basketbol Süper Ligi turca.
El 21 de junio de 2024, firma por el Bilbao Basket de la Liga Endesa.
El 3 de julio de 2025 firma por el Treviso Basket de la Serie A de Italia.

## Selección nacional
En febrero de 2025 hizo su debut con la selección de baloncesto de Arabia Saudita.

## Logros y reconocimientos

### Clubes
Bilbao Basket
FIBA Europe Cup (1): 2025.